# A Mulher do Desejo
A mulher do desejo (subtítulo "A casa das sombras") é um filme brasileiro de suspense de 1975, produzido, escrito e dirigido por Carlos Hugo Christensen. Segundo os letreiros iniciais, a história foi inspirada num apontamento de Nataniel Hawthorne e numa frase de Samuel Taylord Coleridge. Filmagens em Ouro Preto, Minas Gerais, assim como também o filme anterior do diretor, "Enigma para Demônios", do mesmo ano e gênero cinematográfico. O diretor anunciou que sua trilogia do terror seria finalizada com o filme seguinte, mas acabou por lançar o filme policial "A Morte Transparente" . 

## Elenco
- José Mayer...Marcelo Veloso/Osman Fonseca
- Vera Fajardo...Sônia
- Palmira Barbosa...Cecília, a empregada
- José Luiz Nunes...Nicolau, o mordomo
- Ary Fontenelle...Dr. Domício, o advogado
- Neimar Fernandes...Padre Paulo
- Ezequias Marques...Dr. Romero, o médico
- Lígia Lira...Dona da loja

## Sinopse
Em Belo Horizonte, o bancário recém-casado Marcelo fica sabendo que seu tio, o recluso e solitário Osman de Ouro Preto, falecera e lhe deixara uma valiosa herança. Marcelo não conhecia pessoalmente o tio, que era irmão de sua mãe mas nunca lhe oferecera assistência quando ela ficara viúva, e não entende a razão do ato dele. O advogado explica que para Marcelo receber a herança, deverá morar com a esposa Sônia na grande mansão do falecido tio. O casal aceita a condição e resolve se mudar para lá, mas aos poucos coisas estranhas vão acontecendo. Na primeira noite, Marcelo sonha com o tio que lhe diz que se apaixonara por Sônia, a quem vira num retrato e achara parecida com um antigo amor que lhe rejeitara. Nos dias seguintes, Marcelo começa a mudar de comportamento e se transformar fisicamente no tio, e Sônia percebe que o marido está sendo possuído pela alma do falecido. E pede ajuda a um padre católico.

## Premiação
- Melhor Filme no Festival de Cabo Frio, 1975 - RJ.
- Medalha do Aleijadinho para Carlos Hugo Christensen conferida pela Câmara Municipal de Ouro Preto, 1977, MG.